# Kastmyraträsk
Kastmyraträsk är en sjö i Värmdö kommun i Uppland och ingår i Norrström-Tyresåns kustområde. Sjön har en area på 0,101 kvadratkilometer och ligger 18,1 meter över havet.

## Delavrinningsområde
Kastmyraträsk ingår i det delavrinningsområde (658125-165306) som SMHI kallar för Rinner till Torsbyfjärden. Medelhöjden är 18 meter över havet och ytan är 30,24 kvadratkilometer. Det finns inga avrinningsområden uppströms utan avrinningsområdet är högsta punkten. Avrinningsområdets utflöde mynnar i havet, utan att ha någon enskild mynningsplats.